# Чесапик Бич (Мериленд)
Чесапик Бич (енгл. Chesapeake Beach) град је у америчкој савезној држави Мериленд.

## Демографија
По попису из 2010. године број становника је 5.753, што је 2.573 (80,9%) становника више него 2000. године.
| Група             | 2000.         | 2010.         |
| Белци             | 2.877 (90,5%) | 4.780 (83,1%) |
| Афроамериканци    | 168 (5,3%)    | 563 (9,8%)    |
| Азијати           | 35 (1,1%)     | 79 (1,4%)     |
| Хиспаноамериканци | 45 (1,4%)     | 162 (2,8%)    |
| Укупно            | 3.180         | 5.753         |